# Sebastián Báez
Pour les articles homonymes, voir Báez.
Sebastián Báez, né le 28 décembre 2000 à Buenos Aires, est un joueur de tennis argentin, professionnel depuis 2019.

## Carrière

### Parcours junior
En catégorie des moins de seize ans, il est finaliste de l'Orange Bowl 2015. En 2017, il atteint les quarts de finale de l'US Open, et l'année suivante, il accède à la finale des Internationaux de France de tennis 2018. Grâce à ses succès au Brésil à Criciúma et Porto Alegre, et sa finale aux Championnats d'Amérique du Sud, il atteint la place de no 1 mondial au mois de mars. Aux Jeux olympiques de la jeunesse à Buenos Aires, il tombe en quarts de finale des simples.

### Carrière professionnelle
Il obtient ses premiers succès sur le circuit professionnel en 2019 avec quatre titres.
En 2021, il remporte cinq titres en simple en catégorie Challenger : à Concepción, Santiago, Zagreb, à nouveau Santiago et enfin Buenos Aires, ce qui lui permet de monter dans le top 120 du classement ATP. Également finaliste de trois autres tournois à Bratislava, Kiev et Santiago, il est le plus jeune à parvenir à remporter cinq tournois Challenger sur une saison.
En 2022, il atteint sa première finale sur le circuit ATP au tournoi du Chili. Il y est battu par l'Espagnol Pedro Martínez.
Le 1er mai 2022, il remporte son premier titre ATP en simple au tournoi d'Estoril.
Il remporte son second titre mi-février 2023 à Córdoba, dans son pays natal, en battant sur sa route le qualifié Luciano Darderi (6-3, 6-4), l'invité chilien Tomás Barrios Vera (6-1, 3-6, 6-1) puis un autre qualifié, Hugo Dellien, en demi-finale (6-4, 6-4). Il dispose en finale de son compatriote Federico Coria (6-1, 3-6, 6-3).
Il gagne un troisième titre, toujours sur terre battue début août à Kitzbühel après des victoires sur le jeune qualifié Hamad Medjedovic (6-4, 6-2), ainsi que d'autres terriens dont Roberto Carballés Baena (6-1, 6-2), Alex Molčan (6-4, 6-3) et son compatriote Tomás Martín Etcheverry (7-6, 3-6, 6-4), quart de finaliste à Roland-Garros. Il joue l'ancien champion et local Dominic Thiem en finale et s'impose aisément (6-3, 6-1). Un mois plus tard, il se rapproche de son meilleur classement en remportant son premier titre sur dur à Winston-Salem. Pour cela, il vainc le Colombien Daniel Elahi Galán (3-6, 6-4, 6-4), l'Australien Aleksandar Vukic (6-4, 4-6, 6-4), le Serbe Laslo Djere (6-3, 6-0) et la tête de série numéro une Borna Ćorić (6-3, 6-7, 7-6). Il dispose en finale du Tchèque Jiří Lehečka qui dispute la deuxième finale de sa carrière (6-4, 6-3).
En février 2024, il remporte son plus beau titre en carrière à Rio de Janeiro, éliminant le Français qualifié Corentin Moutet (6-4, 6-3), l'invité local Thiago Monteiro (6-4, 1-6, 6-2) et ses compatriotes Facundo Díaz Acosta, vainqueur du tournoi de Cordoba une semaine auparavant (7-6, 6-3) et Francisco Cerúndolo (7-5, 6-0). Il ne laisse que trois jeux en finale au qualifié argentin Mariano Navone (6-2, 6-1).
Il gagne quelques jours plus tard un match à Santiago contre le Péruvien Juan Pablo Varillas (4-6, 6-4, 6-2) puis se débarrasse de deux Espagnols, Jaume Munar (6-4, 6-4) et Pedro Martínez (6-4, 6-2) puis enchaîne une neuvième victoire de suite contre le local Alejandro Tabilo, vainqueur d'Auckland en début d'année (3-6, 6-0, 6-4) pour remporter son sixième titre en carrière, le second en dix jours. Il prend part au tournoi d'Hambourg mi-juillet et sort facilement l'Allemand Dominik Köpfer (6-2, 6-3) avant de connaître plus de difficultés contre le Serbe Dušan Lajović (4-6, 7-5, 6-2), ancien finaliste de Monte-Carlo. Il renverse également l'Italien Luciano Darderi, vainqueur à Cordoba (2-6, 6-4, 6-4) mais subit une défaite sèche contre le jeune Français Arthur Fils (2-6, 2-6) ce qui le prive d'une troisième finale cette année.
Début 2025, il refait la tournée sud-américaine et défend son titre à Rio. Il sort deux de ses compatriotes, le repêché Roman Andres Burruchaga (6-3, 7-5) et le terrien Mariano Navone dans le remake de la finale de l'an passée (6-4, 1-6, 6-3). Bénéficiant d'un tableau ouvert, il écarte le qualifié Taïwanais Chun-Hsin Tseng (6-4, 6-1) et renverse un autre repêché, Camilo Ugo Carabelli (3-6, 6-1, 6-1) pour jouer sa première finale de l'année. Il affronte un homme en forme, le Français Alexandre Müller vainqueur en début de saison à Hong Kong mais assume sa place en ne laissant que cinq jeux à son adversaire en finale (6-2, 6-3) lui permettant de glaner un second titre à Rio, devenant le joueur le plus titré du tournoi brésilien avec deux unités en compagnie du local Luiz Mattar. Il enchaîne avec le dernier tournoi de la tournée sud-américaine dont il est le tenant du titre, à Santiago. Il écarte ses compatriotes Francisco Comesaña (6-3, 5-7, 7-6) et Camilo Ugo Carabelli (6-1, 3-6, 6-2) ainsi que le Bosnien Damir Džumhur (6-4, 6-4) pour jouer sa troisième finale ici, rejoignant son compatriote Juan Mónaco et José Higueras. Il y est vaincu alors qu'il est favori par le Serbe Laslo Djere (4-6, 6-3, 5-7).
Il joue sa troisième finale de la saison à Bucarest, sortant difficilement le Canadien Gabriel Diallo (7-6, 2-6, 6-2), son compatriote Francisco Comesaña (7-6, 2-6, 6-1) et le tenant du titre Márton Fucsovics (6-2, 6-2). Il échoue aux pieds du titre contre l'Italien Flavio Cobolli qui remporte à 22 ans son premier titre sur le circuit (4-6, 4-6).

## Palmarès

### Titres en simple messieurs
| No | Date       | Nom et lieu du tournoi                      | Catégorie | Dotation    | Surface      | Finaliste        | Score         |          |
| -- | ---------- | ------------------------------------------- | --------- | ----------- | ------------ | ---------------- | ------------- | -------- |
| 1  | 25-04-2022 | Millennium Estoril Open, Estoril            | ATP 250   | 534 555 €   | Terre (ext.) | Frances Tiafoe   | 6-3, 6-2      | Parcours |
| 2  | 06-02-2023 | Córdoba Open, Córdoba                       | ATP 250   | 642 735 $   | Terre (ext.) | Federico Coria   | 6-1, 3-6, 6-3 | Parcours |
| 3  | 31-07-2023 | Generali Open, Kitzbühel                    | ATP 250   | 562 815 €   | Terre (ext.) | Dominic Thiem    | 6-3, 6-1      | Parcours |
| 4  | 20-08-2023 | Winston-Salem Open, Winston-Salem           | ATP 250   | 760 930 $   | Dur (ext.)   | Jiří Lehečka     | 6-4, 6-3      | Parcours |
| 5  | 19-02-2024 | Rio Open presented by Claro, Rio de Janeiro | ATP 500   | 2 100 230 $ | Terre (ext.) | Mariano Navone   | 6-2, 6-1      | Parcours |
| 6  | 26-02-2024 | Movistar Chile Open, Santiago               | ATP 250   | 661 585 $   | Terre (ext.) | Alejandro Tabilo | 3-6, 6-0, 6-4 | Parcours |
| 7  | 17-02-2025 | Rio Open presented by Claro, Rio de Janeiro | ATP 500   | 2 100 230 $ | Terre (ext.) | Alexandre Müller | 6-2, 6-3      | Parcours |

### Finales en simple messieurs
| No | Date       | Nom et lieu du tournoi             | Catégorie | Dotation  | Surface      | Vainqueur           | Score         |          |
| -- | ---------- | ---------------------------------- | --------- | --------- | ------------ | ------------------- | ------------- | -------- |
| 1  | 21-02-2022 | Chile Dove Men+Care Open, Santiago | ATP 250   | 475 960 $ | Terre (ext.) | Pedro Martínez      | 4-6, 6-4, 6-4 | Parcours |
| 2  | 11-07-2022 | Nordea Open, Båstad                | ATP 250   | 534 555 € | Terre (ext.) | Francisco Cerúndolo | 7-64, 6-2     | Parcours |
| 3  | 24-02-2025 | Movistar Chile Open, Santiago      | ATP 250   | 680 140 $ | Terre (ext.) | Laslo Djere         | 6-4, 3-6, 7-5 | Parcours |
| 4  | 31-03-2025 | Țiriac Open, Bucarest              | ATP 250   | 596 035 $ | Terre (ext.) | Flavio Cobolli      | 6-4, 6-4      | Parcours |

## Parcours dans les tournois duGrand Chelem

### En simple
| Année | Open d'Australie | Open d'Australie   | Internationaux de France | Internationaux de France | Wimbledon       | Wimbledon         | US Open         | US Open           |
| ----- | ---------------- | ------------------ | ------------------------ | ------------------------ | --------------- | ----------------- | --------------- | ----------------- |
| 2022  | 2e tour (1/32)   | Stéfanos Tsitsipás | 2e tour (1/32)           | Alexander Zverev         | 2e tour (1/32)  | David Goffin      | 1er tour (1/64) | Carlos Alcaraz    |
| 2023  | 1er tour (1/64)  | Jason Kubler       | 1er tour (1/64)          | Gaël Monfils             | 1er tour (1/64) | T. Barrios Vera   | 3e tour (1/16)  | Daniil Medvedev   |
| 2024  | 3e tour (1/16)   | Jannik Sinner      | 2e tour (1/32)           | Sebastian Ofner          | 1er tour (1/64) | Brandon Nakashima | 2e tour (1/32)  | Tallon Griekspoor |
| 2025  | 1er tour (1/64)  | Arthur Cazaux      | 1er tour (1/64)          | Miomir Kecmanović        | 1er tour (1/64) | Jack Draper       |                 |                   |

N.B. : à droite du résultat se trouve le nom de l'ultime adversaire.

### En double messieurs
| 2022 | —                                                                                         | —                                                                                | 1er tour (1/32) F. Meligeni \|\| style="text-align:left;" \| A. Golubev F. Martin | 1er tour (1/32) F. Delbonis \|\| style="text-align:left;" \| Nikola Čačić A. Vavassori | 1er tour (1/32) T. M. Etcheverry \|\| style="text-align:left;" \| A. Nedovyesov A.-U.-H. Qureshi |
| 2023 | 1er tour (1/32) L. D. Martínez \|\| style="text-align:left;" \| M. Granollers H. Zeballos | 1er tour (1/32) G. Durán \|\| style="text-align:left;" \| Ivan Dodig A. Krajicek | 1er tour (1/32) G. Pella \|\| style="text-align:left;" \| N. Lammons J. Withrow   | 1er tour (1/32) L. D. Martínez \|\| style="text-align:left;" \| M. Arnaldi B. Stevens  |                                                                                                  |
| 2024 | 1er tour (1/32) T. Seyboth Wild \|\| style="text-align:left;" \| A. Müller S. Ofner       | 2e tour (1/16) T. Seyboth Wild \|\| Forfait                                      | 1/8 de finale D. Brown \|\| style="text-align:left;" \| M. Granollers H. Zeballos | —                                                                                      | —                                                                                                |

N.B. : le nom du partenaire se trouve sous le résultat ; les noms des ultimes adversaires se trouvent à droite.

## Parcours dans lesMasters 1000
| Année | Indian Wells        | Miami                 | Monte-Carlo           | Madrid               | Rome                     | Canada              | Cincinnati          | Shanghai           | Paris                  |
| ----- | ------------------- | --------------------- | --------------------- | -------------------- | ------------------------ | ------------------- | ------------------- | ------------------ | ---------------------- |
| 2022  | 1er tour N. Kyrgios | 1er tour K. Majchrzak | 1er tour P. Carreño   | —                    | 2e tour A. Zverev        | 1er tour N. Kyrgios | 1er tour T. Fritz   | n.o.               | 1er tour K. Khachanov  |
| 2023  | 3e tour T. Fritz    | 2e tour C. Garín      | 1er tour J. Draper    | 3e tour S. Tsitsipás | 2e tour A. Shevchenko    | —                   | —                   | 3e tour J. Sinner  | 1er tour T. Fritz      |
| 2024  | 3e tour T. Fritz    | 2e tour D. Köpfer     | 1er tour J.-L. Struff | 3e tour T. Fritz     | 1/8 de finale H. Hurkacz | —                   | 2e tour J. Thompson | 2e tour G. Monfils | 1er tour M. Kecmanović |
| 2025  | 1er tour M. Gigante | 1er tour A. Bublik    | 1er tour T. Macháč    | 2e tour D. Džumhur   | 2e tour V. Kopřiva       | —                   | 2e tour G. Diallo   |                    |                        |

N.B. : sous le résultat se trouve le nom de l’ultime adversaire.

## Victoires sur le top 10
Toutes ses victoires sur des joueurs classés dans le top 10 de l'ATP lors de la rencontre.
| Légende      |
| Grand Chelem |
| Masters 1000 |
| ATP 500      |
| ATP 250      |

| # | S.B.  | Tournoi | Année | Surface      | Adversaire    | Rang | Tour | Score    |
| - | ----- | ------- | ----- | ------------ | ------------- | ---- | ---- | -------- |
| 1 | no 34 | Båstad  | 2022  | Terre battue | Andrey Rublev | no 8 | 1/2  | 6-2, 6-4 |

## Classements ATP en fin de saison
| Année          | 2016 | 2017 | 2018 | 2019 | 2020 | 2021 | 2022 | 2023 |
| Rang en simple | 1769 | 1116 | 963  | 406  | 309  | 97   | 43   | 28   |
| Rang en double | –    | –    | 1340 | 684  | 536  | 885  | –    | 881  |

Source : (en) Classements de Sebastián Báez sur le site officiel de la Fédération internationale de tennis